# Allomyrina pfeifferi
Allomyrina pfeifferi är en skalbaggsart som beskrevs av Ludwig Redtenbacher 1867. Allomyrina pfeifferi ingår i släktet Allomyrina och familjen Dynastidae. Utöver nominatformen finns också underarten A. p. celebensis.